# Luka (Ilijaš)
Pour les articles homonymes, voir Luka.
Luka (en serbe cyrillique : Лука) est un village de Bosnie-Herzégovine. Il est situé dans la municipalité d'Ilijaš, dans le canton de Sarajevo et dans la fédération de Bosnie-et-Herzégovine. Selon les premiers résultats du recensement bosnien de 2013, il compte 1 056 habitants.

## Histoire
Sur le territoire du village se trouvent les vestiges d'une forteresse qui remonte au Moyen Âge et au pied de laquelle s'étend une nécropole abritant 79 stećci, un type particulier de tombes médiévales ; ces deux ensembles sont inscrits sur la liste des monuments nationaux de Bosnie-Herzégovine.

## Démographie

### Évolution historique de la population
| 1948 | 1953 | 1961 | 1971 | 1981 | 1991 | 2013  |
| ---- | ---- | ---- | ---- | ---- | ---- | ----- |
| -    | -    | 639  | 742  | 815  | 802  | 1 056 |

|  |